# Catherine Tofts
Catherine Tofts, conosciuta anche come Katherine o Caterina (1685 – 1756), è stata un soprano inglese del periodo barocco, nota per essere stata la prima cantante inglese a cantare opere liriche italiane in Inghilterra.

## Biografia

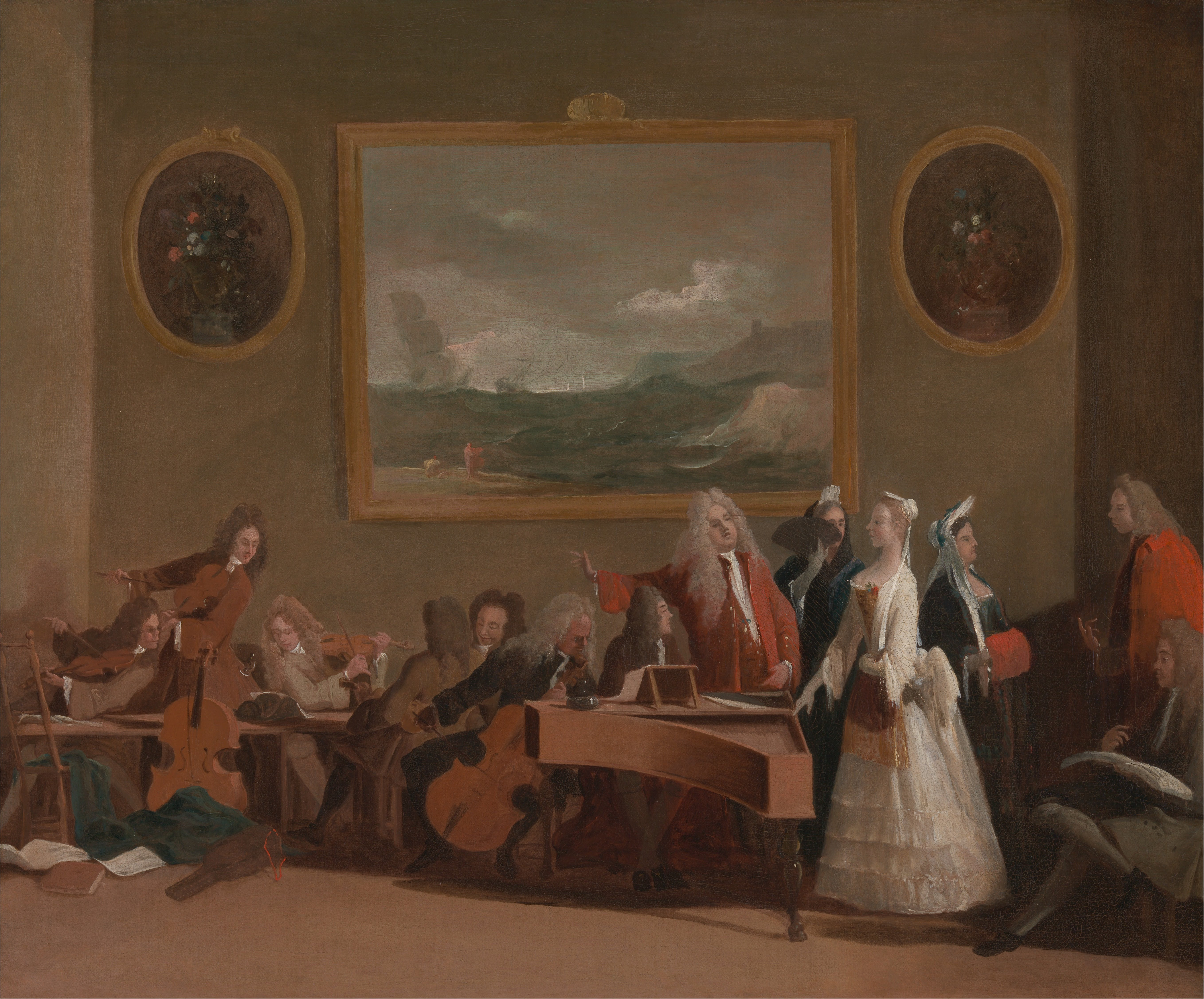
Marco Ricci - Prove di un'opera (1709) - Yale Center for British Art

Nel 1705 fu la protagonista, al Theatre Royal Drury Lane di Londra e diretta da Nicola Francesco Haym, di Arsinoe, regina di Cipro, opera composta nello stile italiano dal musicista britannico Thomas Clayton, riscuotendo grande riscontro di pubblico (35 repliche). La consacrazione definitiva a primadonna avvenne l'anno successivo grazie all'enorme successo della sua interpretazione in Camilla di Giovanni Bononcini, che debuttò a Londra il 30 aprile 1706. Famosa fu l'accesa rivalità con il soprano italiano Francesca Margherita de L'Épine, testimoniata anche dal pittore veneziano Marco Ricci nel dipinto Prove di un'opera (1709), dove le due artiste si dànno le spalle.
Con una cifra che oscillava tra le 400 e le 500 sterline a stagione, divenne una delle artiste più pagate; tuttavia, la sua popolarità diminuì con l'aumentare delle sue richieste di denaro. Nel 1709, dopo aver interpretato il ruolo di Climene in Pirro e Demetrio di Scarlatti, si trasferì a Venezia per sfuggire ai suoi creditori. 
Nel 1710 abbandonò le scene e nel 1717 si sposò con il banchiere e diplomatico inglese Joseph Smith da cui ebbe un figlio, morto quando era ancora un bambino: in seguito a tale evento, la cantante cadde in depressione, dalla quale non si riprese. Morì nel 1756 e suo marito si risposò l'anno seguente.
Jonathan Swift dedicò alla bellezza, ma anche all'avidità, di Catherine una breve poesia (da alcuni attribuita ad Alexander Pope):